# Déshydratation extracellulaire
Pour un article plus général, voir Déshydratation (médecine).
La déshydratation extracellulaire résulte d'un déficit extracellulaire en ion sodium, ce qui entraîne une fuite accrue d'eau (principalement par les reins, mais aussi par la peau, les poumons, etc. en fonction de l'origine du trouble) afin de conserver l'osmolalité plasmatique normale (290 mosm/kg d'eau plasmatique à 5 mosm/kg près). C'est une situation fréquente, qui peut menacer le pronostic vital (par choc hypovolémique) lorsqu'elle est sévère et brutale, en particulier chez le petit enfant incapable d'exprimer sa soif et particulièrement sensible à une déshydratation rapide.

## Étiologie
Il existe deux grandes familles de causes pouvant entraîner une déshydratation extracellulaire : les pertes de sodium extrarénales, avec une natriurèse adaptée (faibles pertes de sodium dans les urines afin de ne pas aggraver le trouble) et les pertes rénales, le plus souvent consécutives à une maladie rénale ou systémique, avec une natriurèse très élevée (supérieure à 20 mmoles/jour).

### Pertes extrarénales
La natriurèse est basse (inférieure à 20 mmoles/jour), le plus souvent dans un contexte évident.
- Les pertes digestives sont les plus fréquentes, en particulier chez le nourrisson et l'enfant : diarrhée aiguë, vomissements, mais aussi aspiration digestive, constitution d'un troisième secteur sur occlusion digestive, ponction d'ascite ;
- Pertes cutanées : coup de chaleur avec sudation intense, fièvre élevée, brûlures étendues, dermatose bulleuse, mucoviscidose (anomalie de la sueur).

### Pertes rénales
- Maladies extrarénales ou systémiques : diabète (syndrome polyuro-polydipsique), prise excessive de diurétiques, maladie d'Addison (insuffisance surrénalienne) ;
- Maladies rénales : néphropathie organique comme dans les polykystoses rénales ou les néphropathies toxiques, syndrome de levée d'obstacle, nécrose tubulaire aiguë.

## Diagnostic
Il n'y a pas de soif car celle-ci est consécutive à une hyperosmolarité intracellulaire.
On retrouve un pli cutané persistant (déshydratation supérieure à 8 % du poids corporel), une hypotension orthostatique (voir hypotension artérielle permanente), une tachycardie, une perte de poids (à évaluer le plus précisément possible), les veines jugulaires sont plates, les genoux peuvent être marbrés (début de collapsus), les yeux sont creux et cernés, chez la personne âgée les rides peuvent disparaître . Chez le nourrisson on a en plus une dépression de la fontanelle antérieure .
Les examens biologiques, lorsqu'ils sont réalisés (ils ne sont pas indispensables lorsque la cause est simple, telle une diarrhée aiguë non invasive, et en absence de signes de gravité) montrent une hémoconcentration avec hyperprotidémie, une élévation de l'hématocrite, une élévation de l'urée et de la créatinine sanguine. Une insuffisance rénale fonctionnelle peut y être associée par défaut de perfusion.
D'autres examens peuvent être demandés en fonction de l'origine supposée de la déshydratation.

## Traitement
- Étiologique, lorsque c'est possible : traitement hormonal substitutif d'une maladie d'Addison, arrêt des diurétiques, insulinothérapie du diabétique, traitement antipyrétique, etc.

- Symptomatique, toujours : réhydratation orale en l'absence de signes de gravité ou de vomissements par bouillons salés associés à des jus de fruit ou soluté de réhydratation orale (car l'absorption intestinale du sodium est couplée avec celle du glucose) ou perfusion d'un soluté glucosé + NaCl sinon. En cas de choc hypovolémique, perfusion de macromolécules, assistance par catécholamines afin d'attirer l'eau du compartiment extra-vasculaire vers le milieu intravasculaire et ainsi rétablir la pression artérielle.

Les pertes doivent être corrigées en 24 heures, avec la moitié des liquides passés en 6 heures.
La surveillance est fondamentale : pouls, pression artérielle, urines (diurèse, natriurèse, urémie, créatininémie), périmètre crânien chez l'enfant, poids.